# Герб Курської області

Герб Курської області

Герб Курської області — символ Курської області, був затверджений Курською обласною думою 17 грудня 1996 року.

## Опис
Герб Курської області в основі своїй має зображення стародавнього герба Курської губернії. У срібному щиті, увінчаному короною, блакитний перев'яз з трьома сірими куріпками, що летять. Щит обрамлений золотим дубовим листям, перевитим блакитною стрічкою. У верхній частині герба корона й дубові листи з'єднані стрічками червоного кольору.